# Ombra (araldica)
In araldica il termine ombra è utilizzato per indicare una figura dello stesso colore del campo, di cui quindi è disegnato il solo contorno.

Bandato d'oro e d'azzurro, all'ombra di leone (Trazegnies, frazione di  Courcelles, Belgio)
Bandato d'argento e d'azzurro, all'ombra di leone attraversante, alla bordura spinata di rosso (signori di Florenville, ramo della famiglia de Trazegnies, Belgio)
Bandato di rosso e d'argento, all'ombra di leone attraversante sul tutto; alla bordura spinata d'oro (La Couture, Francia)
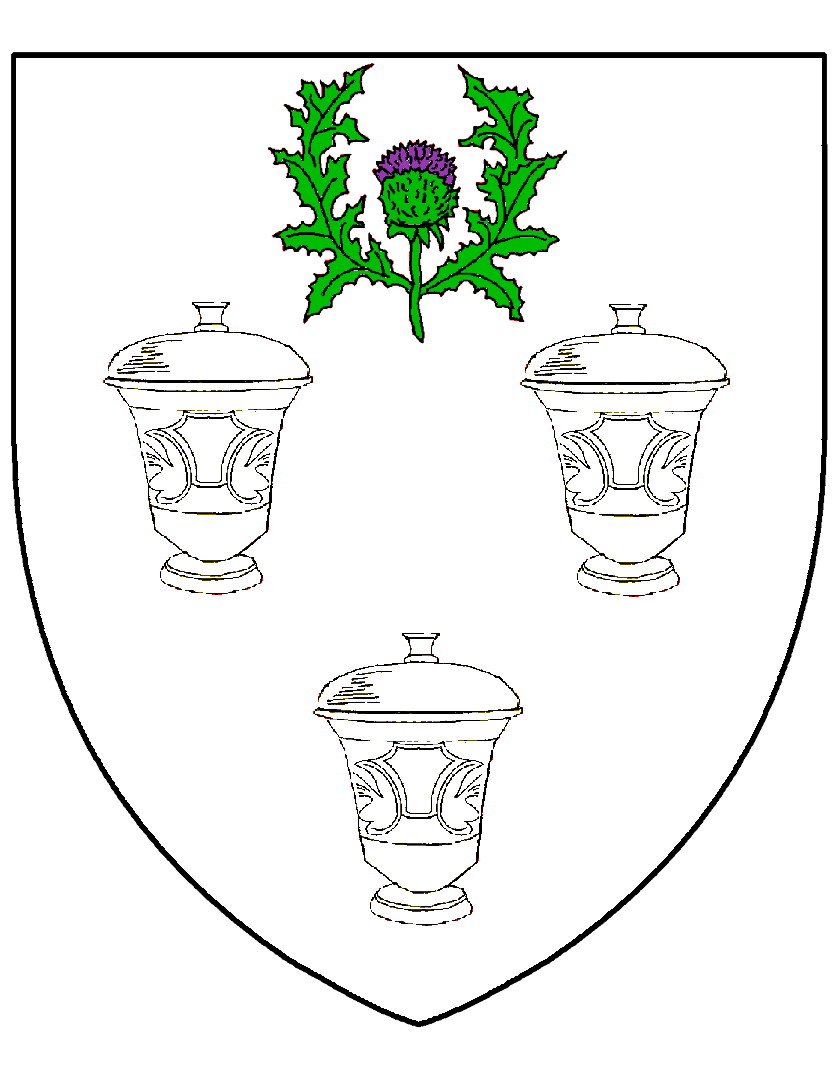
Collège de chirurgie de Nancy
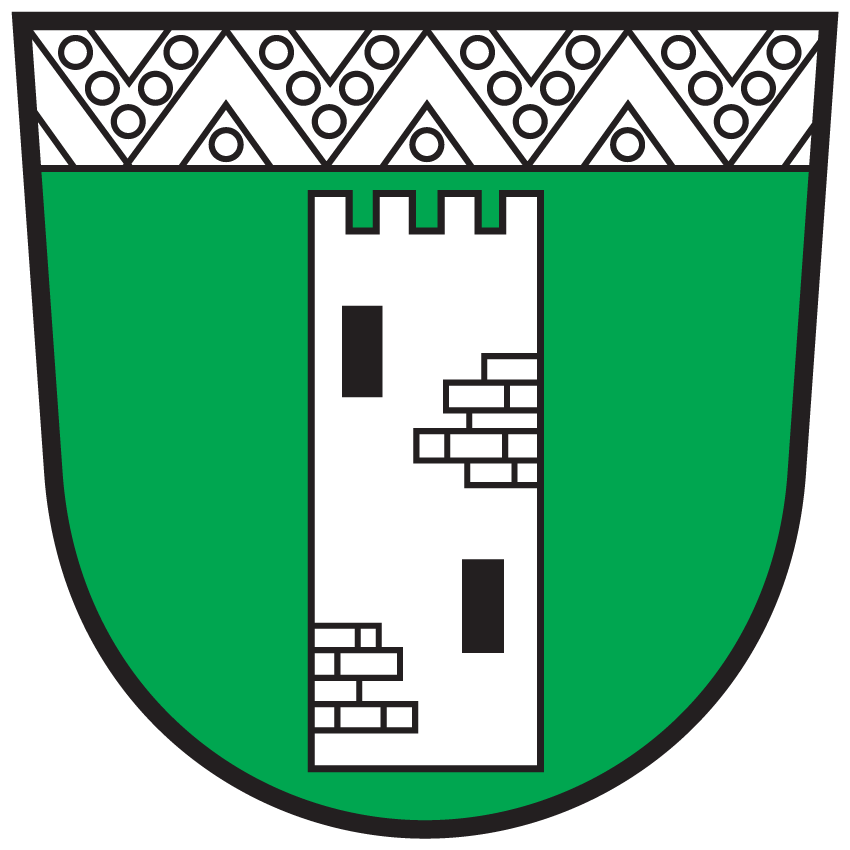
Hohenthurn, Austria
Sławoborze, Polonia
Lauscha, Germania
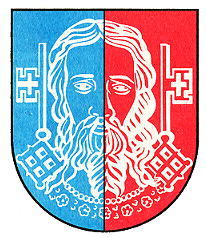
Neustadt-Glewe, Germania (stemma in uso fino al 1995)